# Pileipellis

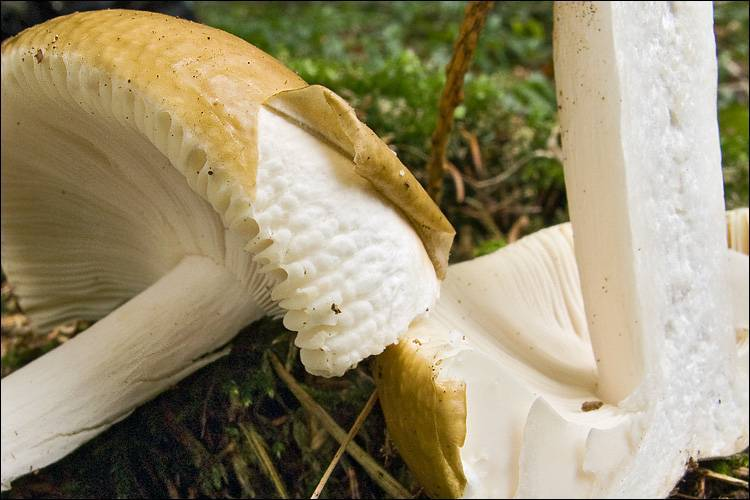
A cutícula, uma fina camada sobre o chapéu.

Pileipellis é a camada mais superior de hifas no píleo de um corpo de frutificação de um fungo. Cobre a trama, o tecido carnoso do corpo de frutificação. O pileipellis é mais ou menos sinônimo da cutícula, mas cutícula geralmente é um termo que descreve esta camada como uma característica macroscópica, enquanto o pileipellis refere-se a esta estrutura como uma camada microscópica. O tipo de pileipellis é um característica importante na identificação de fungos. Os tipos de Pileipellis são: cútis, tricoderma, epitélio e himeniderme.